# Volkswagen Santana
Volkswagen Santana — компактный автомобиль, разработанный и выпускаемый компанией Volkswagen Group с 1983 по 2022 год.
В Северной Америке автомобиль назывался Volkswagen Quantum, в Мексике — Volkswagen Corsar, в Аргентине — Volkswagen Carat.

## Первое поколение (B2; 1983—1995)
Первый прототип автомобиля Volkswagen Santana был представлен в 1982 году. Серийно автомобиль производился с апреля 1983 года. Первые 100 экземпляров производились из комплектов ЧКД.
В сентябре 1986 года был произведён десятитысячный автомобиль Volkswagen Santana.
Производство завершилось в 1995 году.

## Второе поколение (2000; 1995—2004)
В апреле 1995 года было представлено второе поколение автомобилей Volkswagen Santana при сотрудничестве Китая с Бразилией.

## Третье поколение (3000; 2004—2008)
В марте 2004 года на смену автомобилю Vokswagen Santana 2000 пришёл Volkswagen Santana 3000. Автомобиль производился в Шанхае. С июня 2006 года автомобиль оснащался бензиновым двигателем внутреннего сгорания объёмом 2 литра. Производство завершилось в 2008 году.

## Четвёртое поколение (Vista; 2008—2012)
С января 2008 года в Шанхае производился автомобиль Volkswagen Santana четвёртого поколения. Обычная модель получила название Santana Vista Zhijun, такси — Santana Vista Changda. Производство завершилось в 2012 году.

## Пятое поколение (A05; 2012—2022)
С 29 октября 2012 года производилась современная версия Volkswagen Santana, которая основывается на Skoda Rapid. В июне 2015 года был проведён рестайлинг. Хетчбэк получил индекс Gran Santana, кроссовер — Cross Santana. С мая 2018 года автомобиль производился на Филиппинах. Производство завершилось в 2022 году из-за проблем с поставками комплектующих.

## Галерея

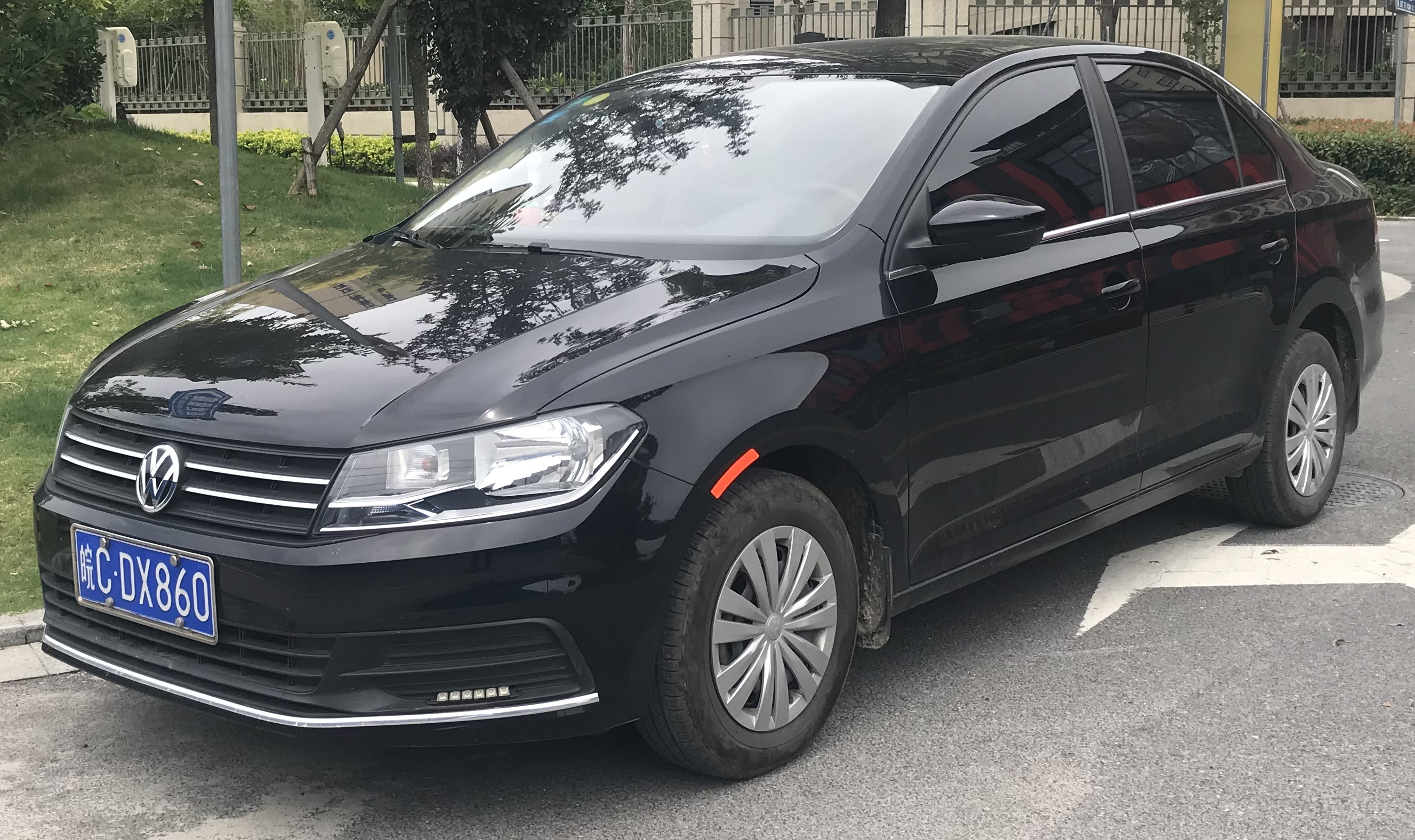
Volkswagen New Santana
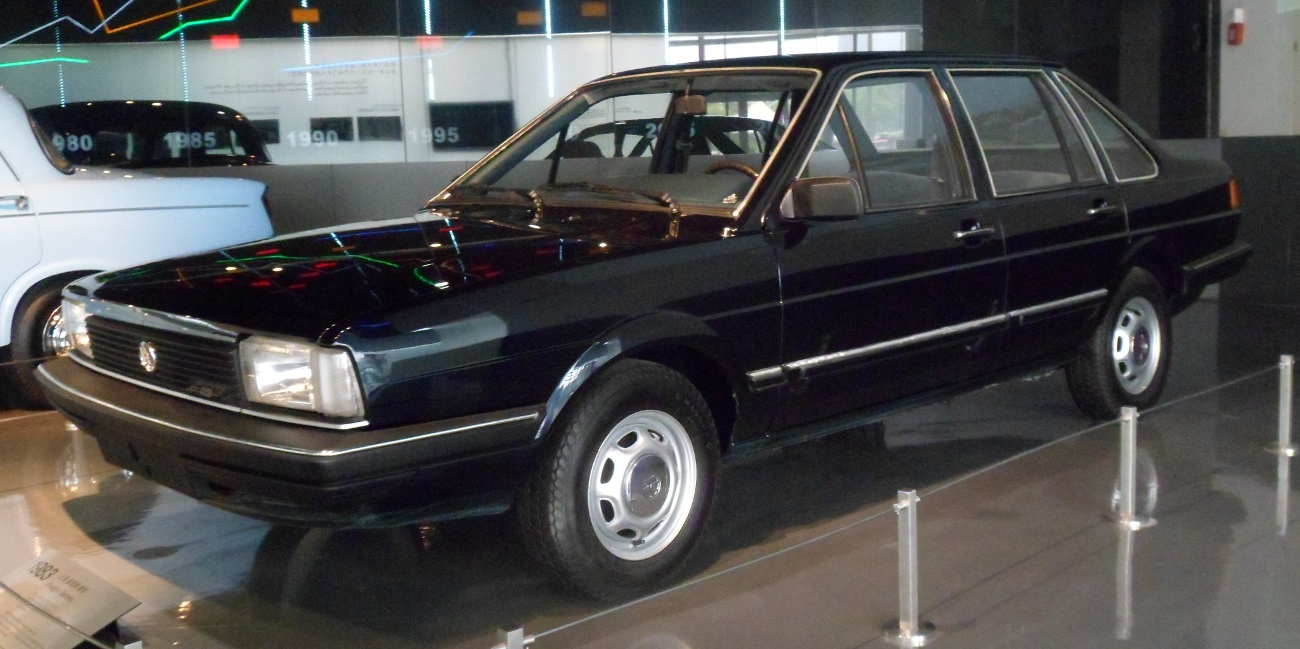
Volkswagen Santana первого поколения в музее Шанхая
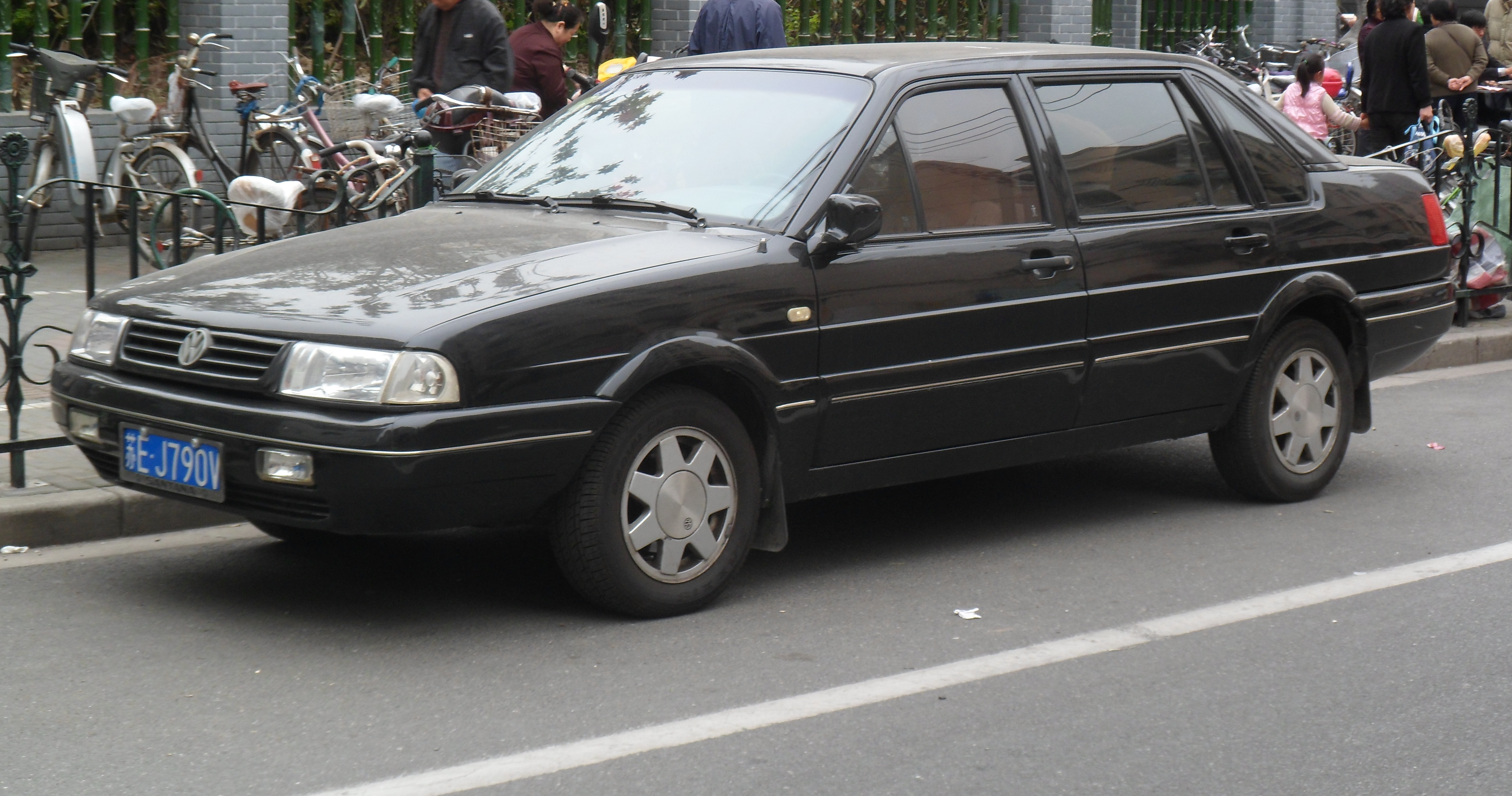
Volkswagen Santana (B2)
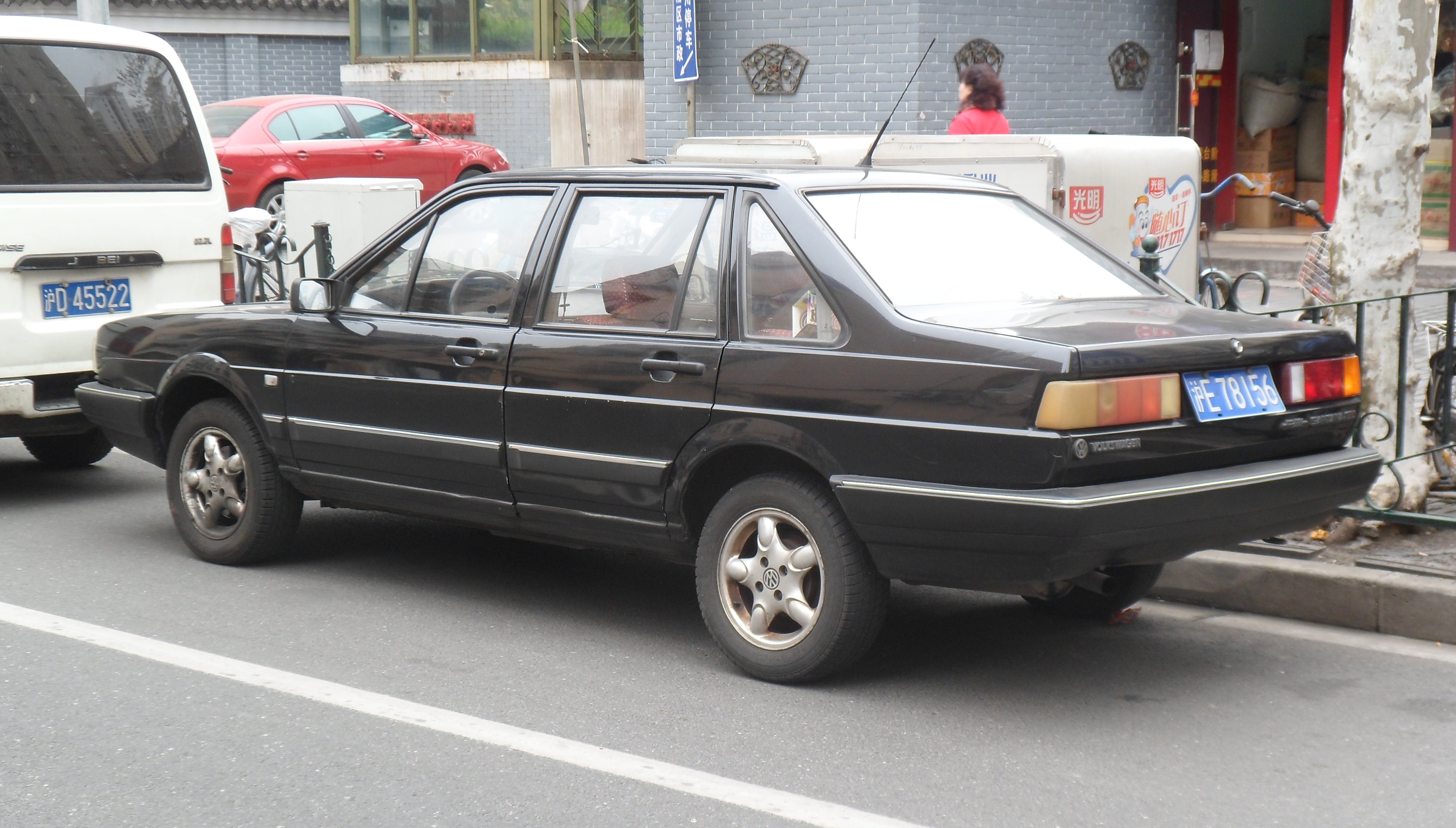
Volkswagen Santana (B2)
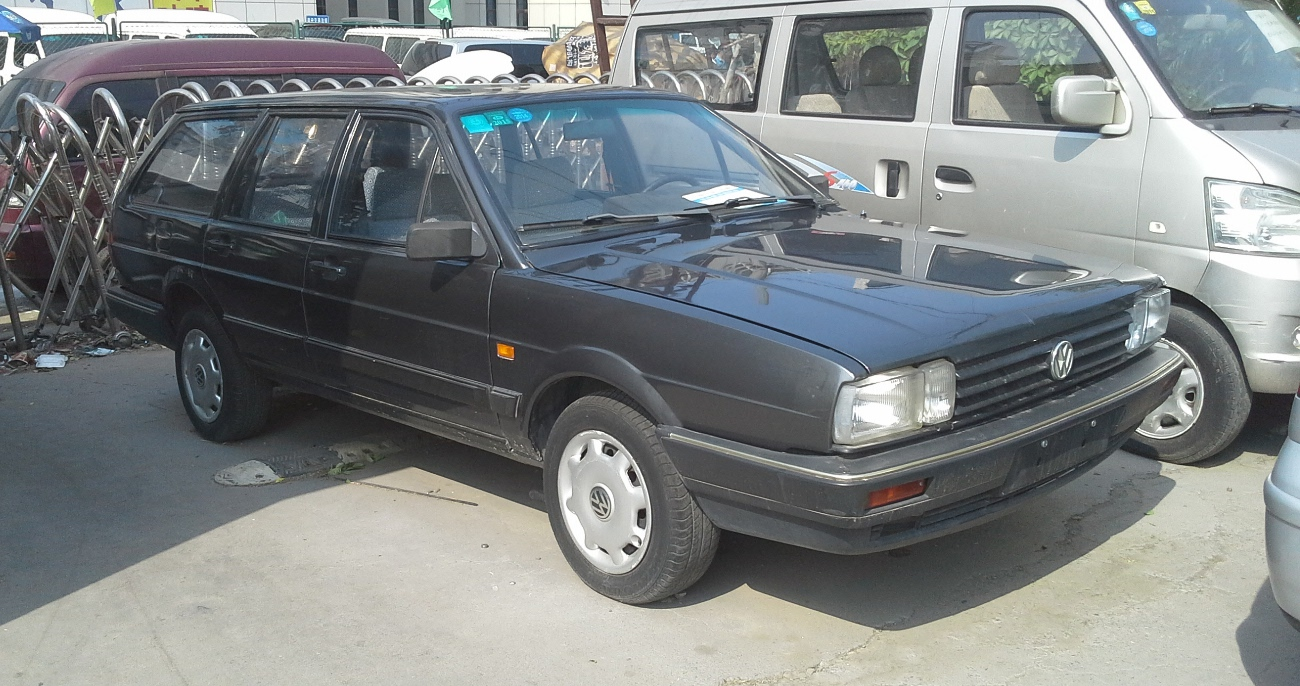
Универсал Volkswagen Santana
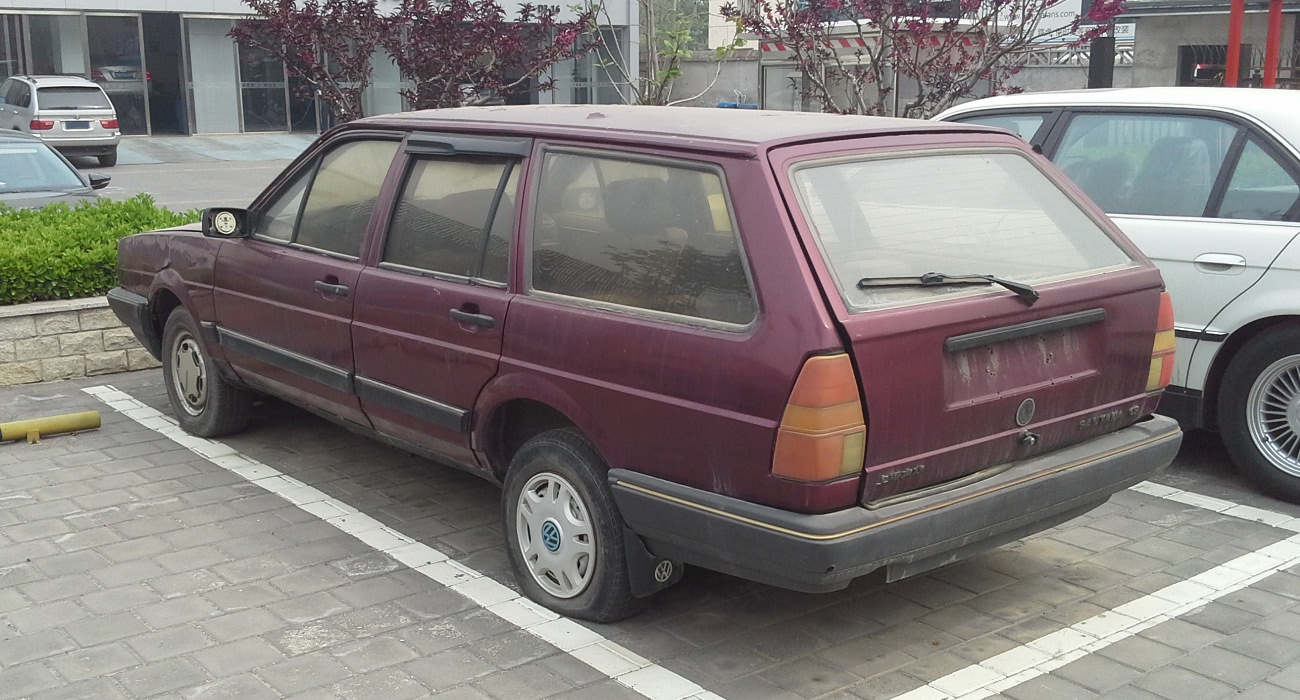
Универсал Volkswagen Santana
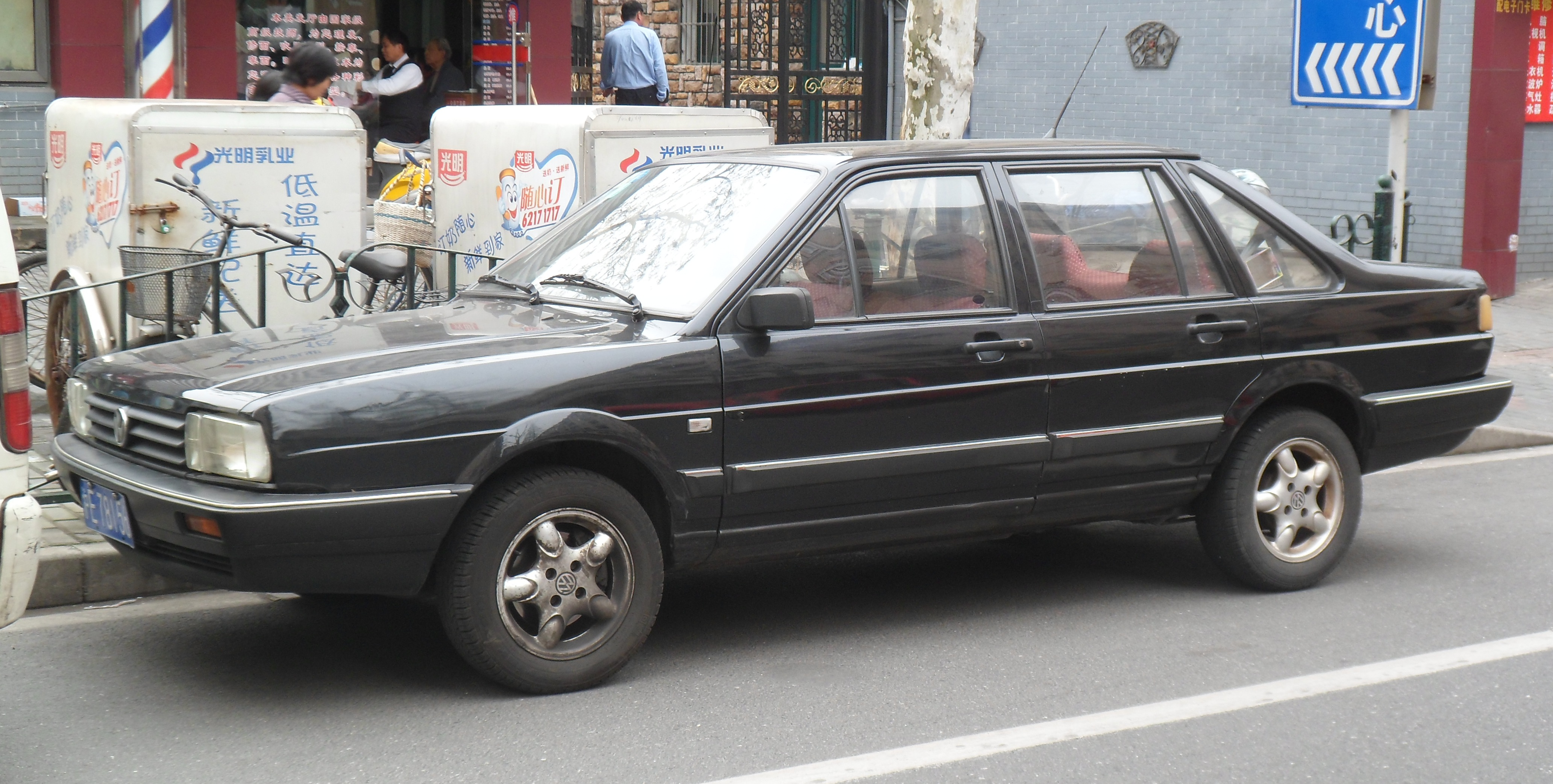
Volkswagen Santana (B2)
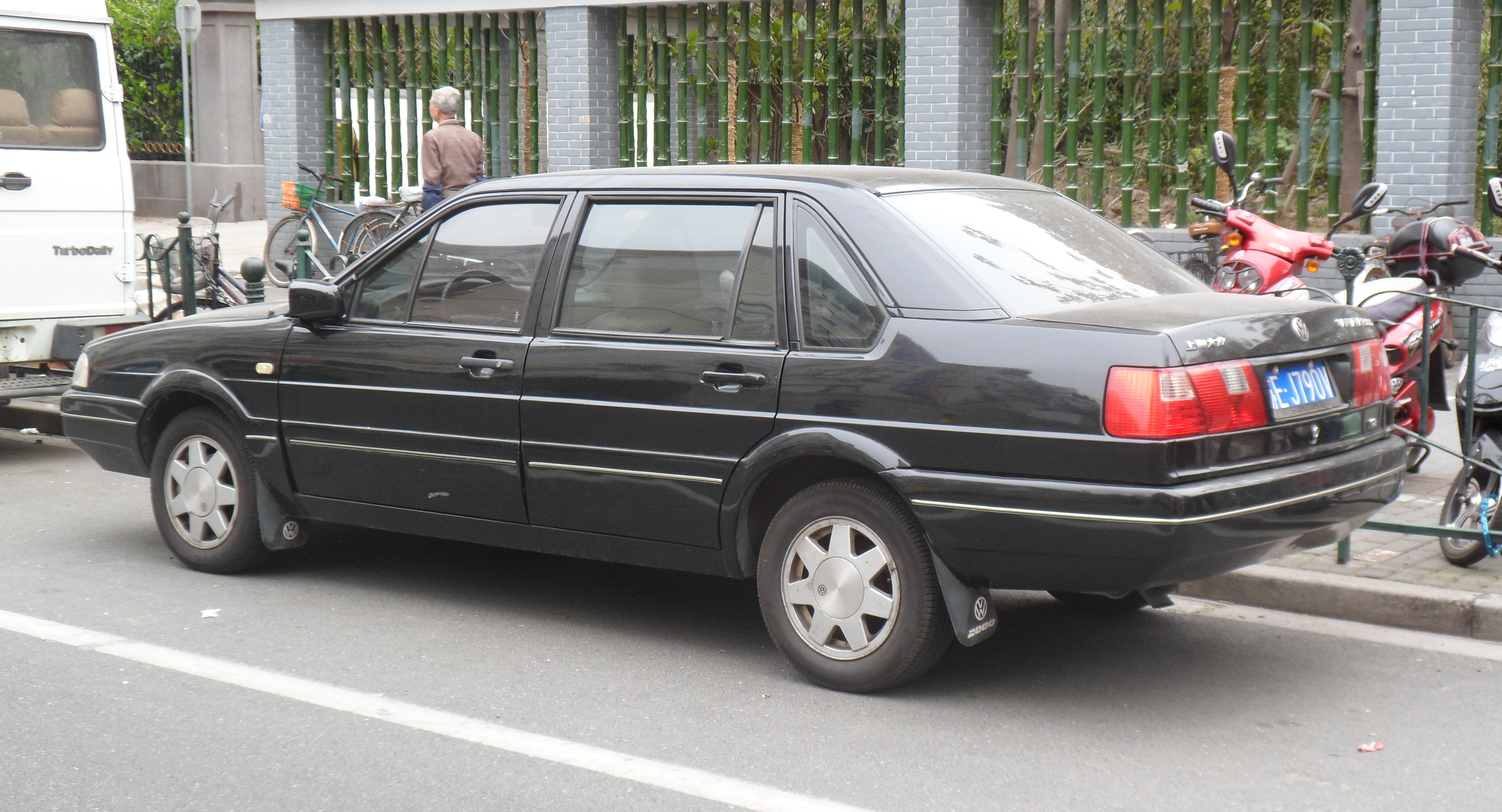
Volkswagen Santana 2000
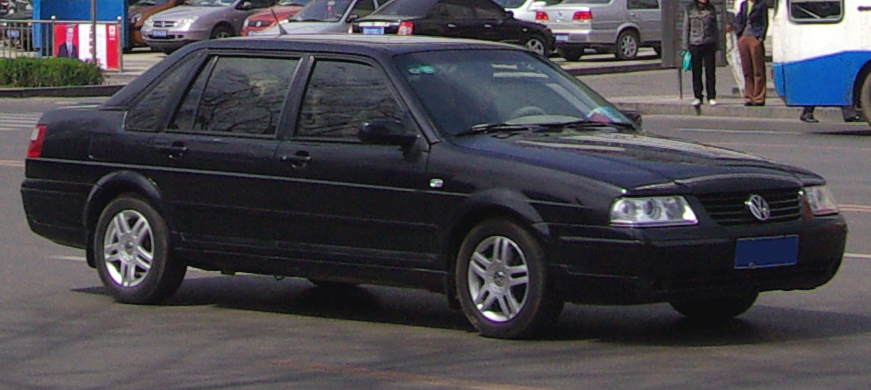
Volkswagen Santana 3000
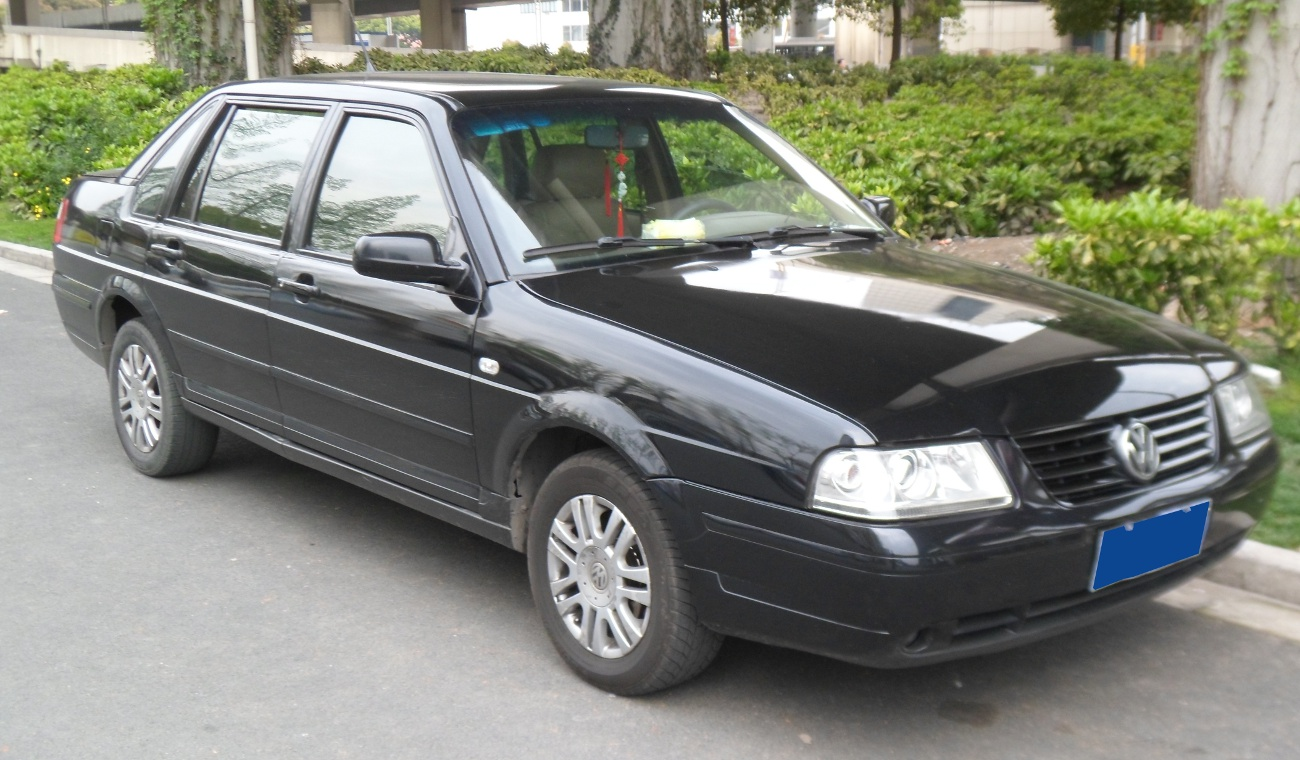
Volkswagen Santana 3000
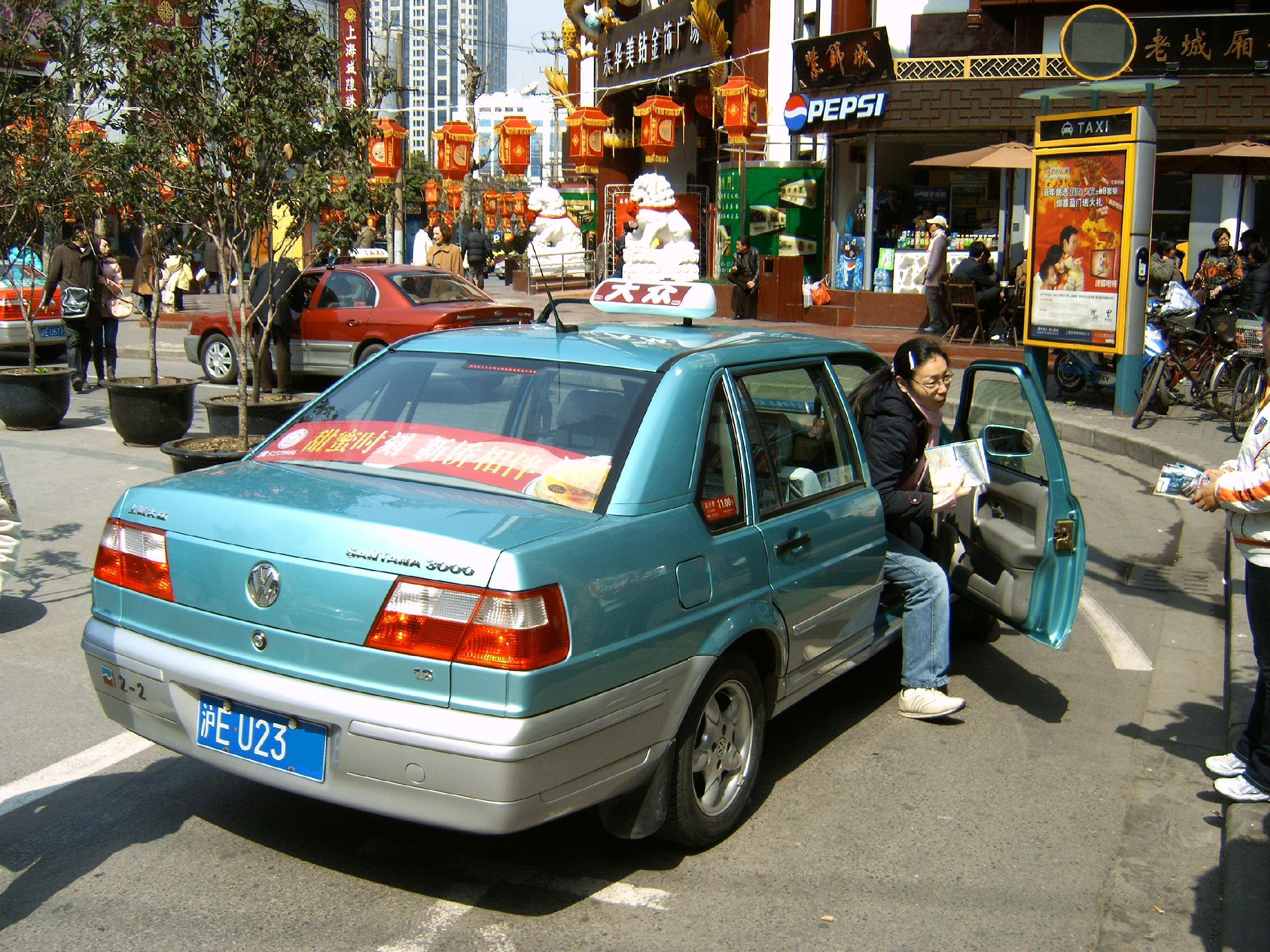
Volkswagen Santana 3000
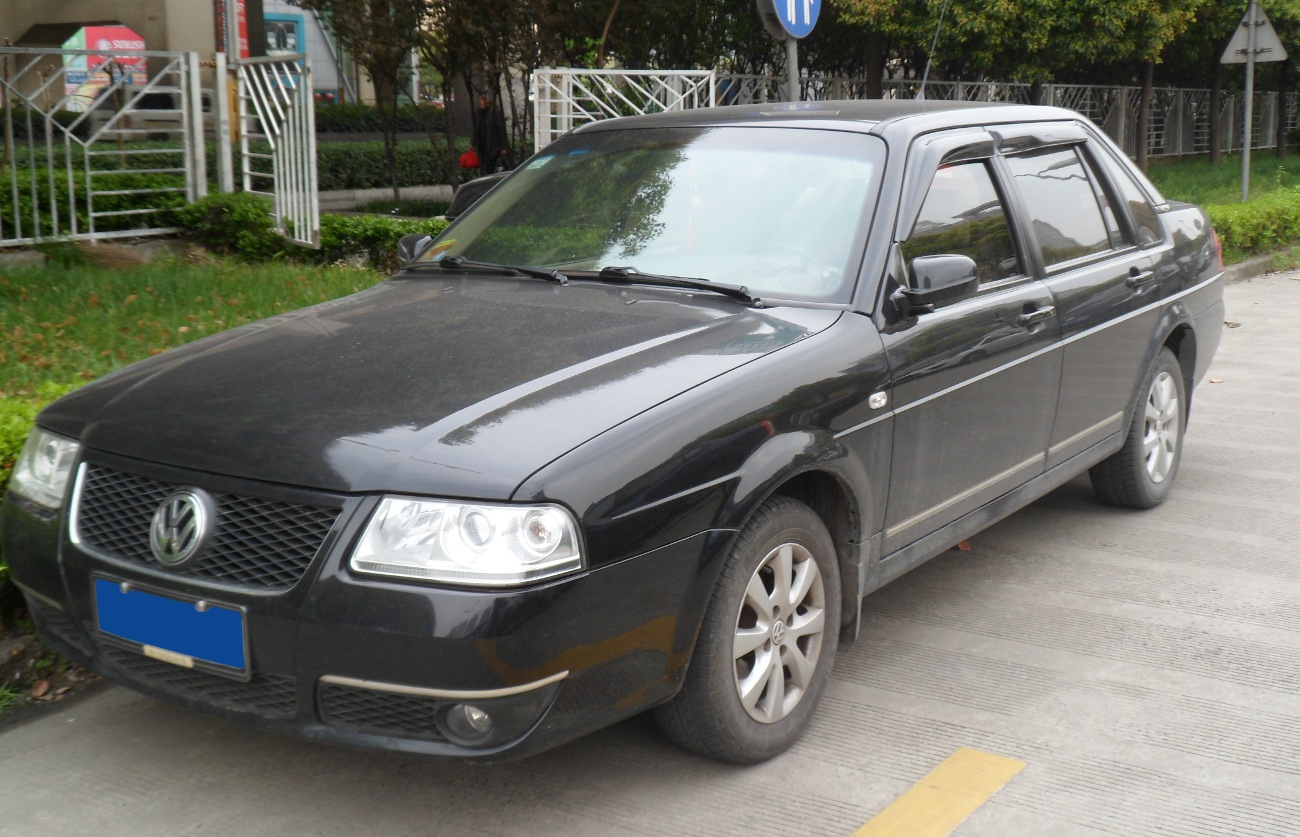
Volkswagen Santana Vista
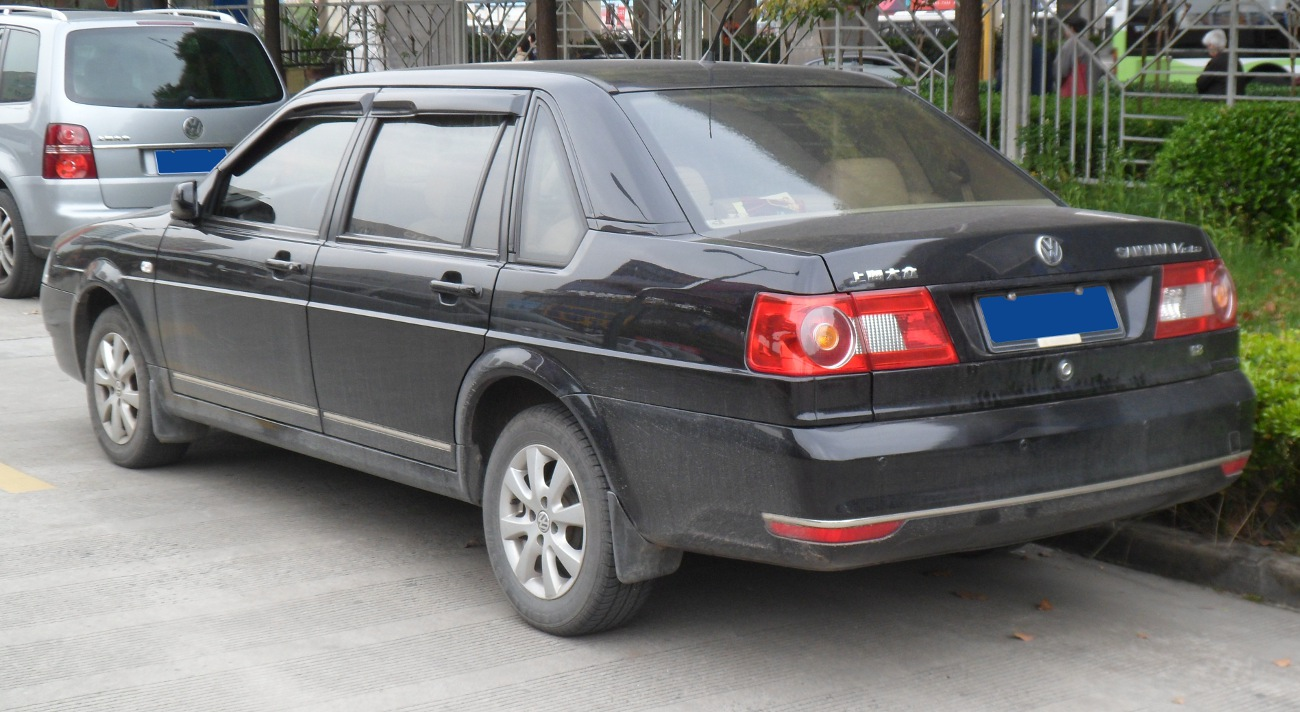
Volkswagen Santana Vista
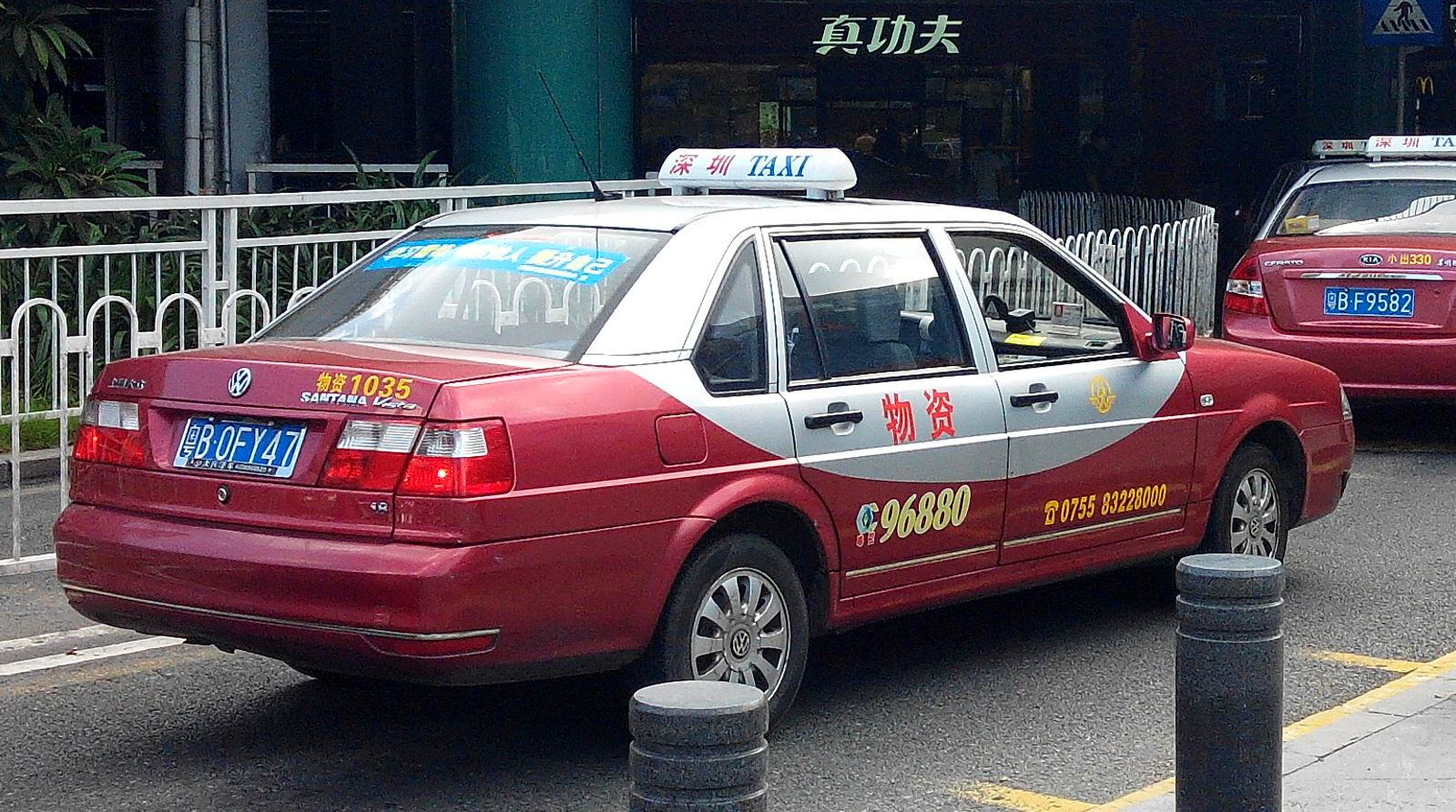
Такси
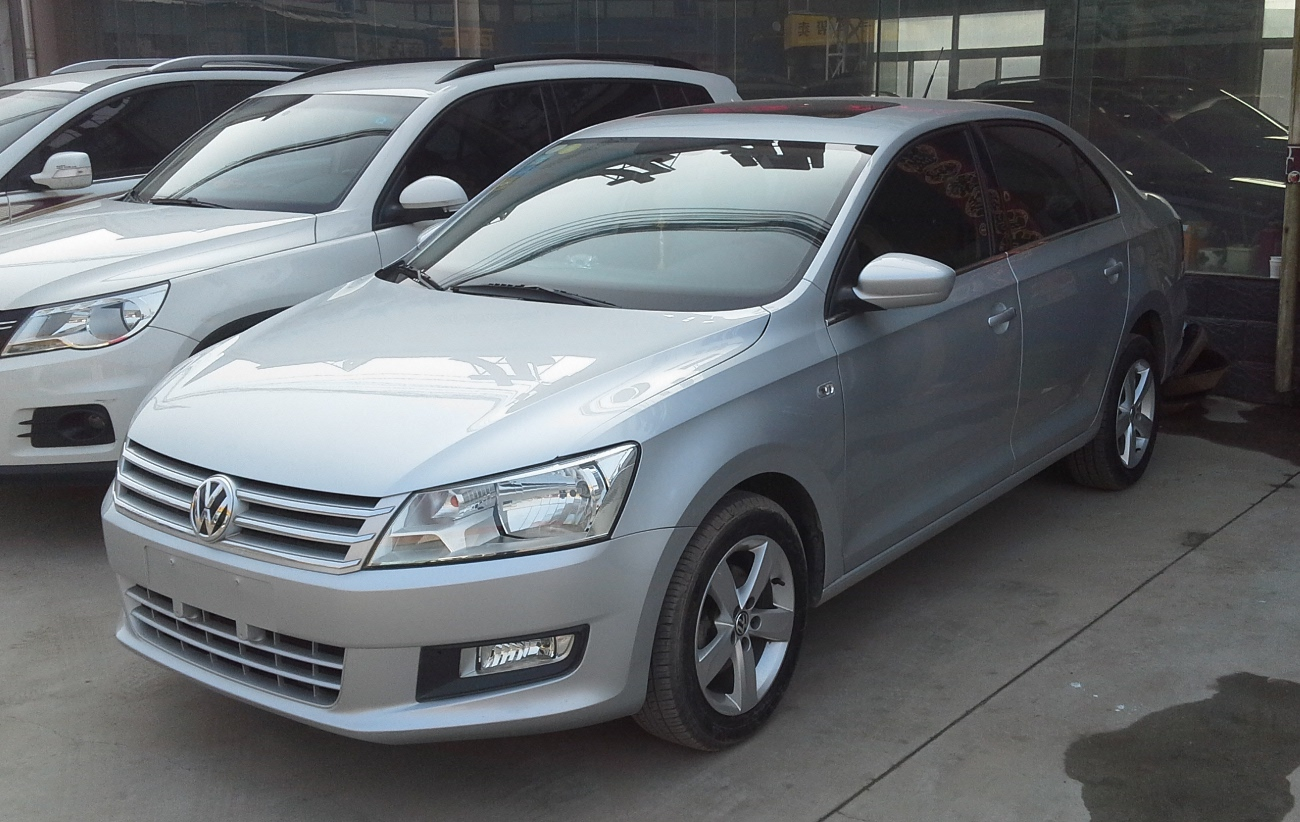
Volkswagen Santana второго поколения
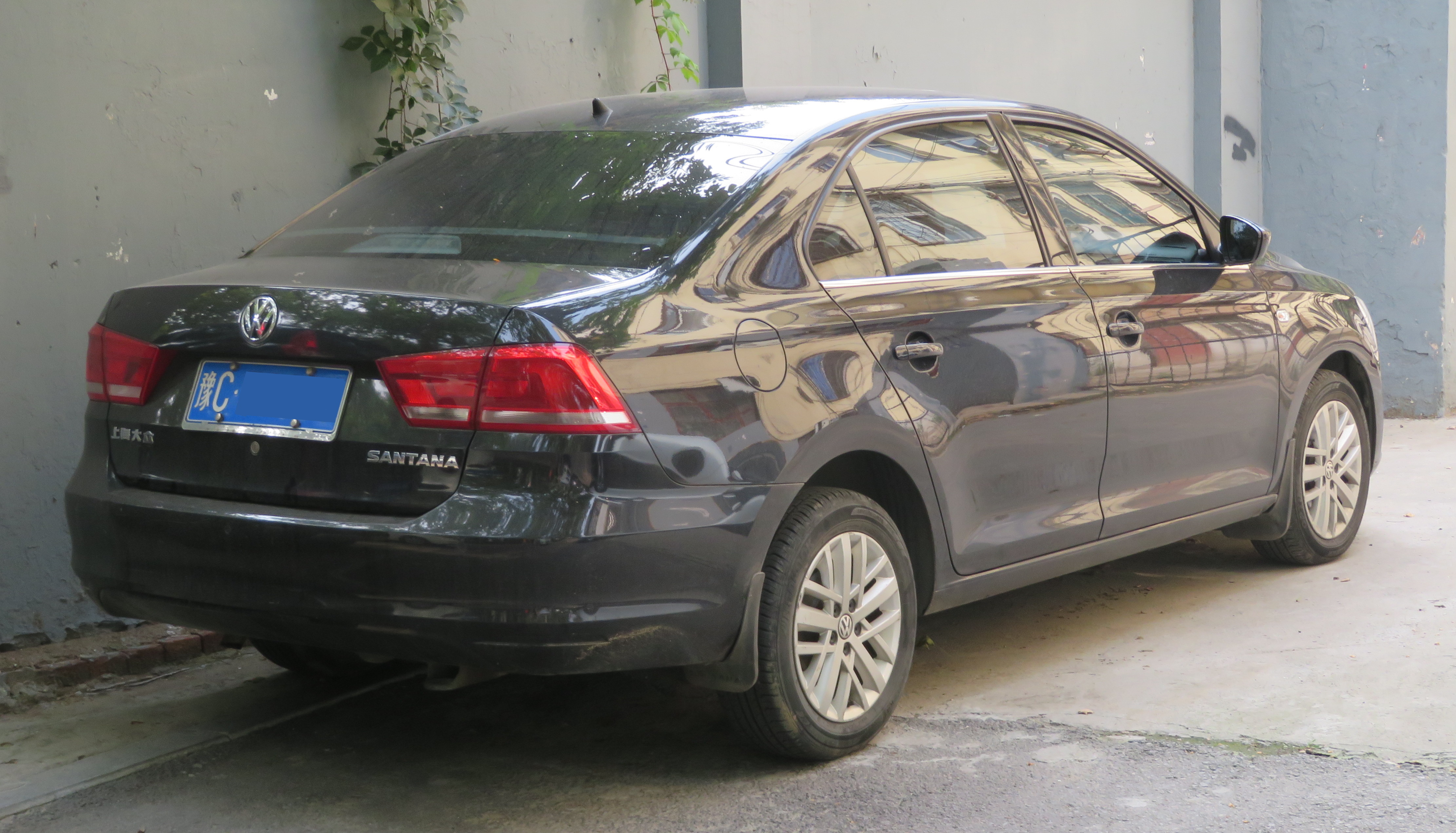
Volkswagen Santana второго поколения
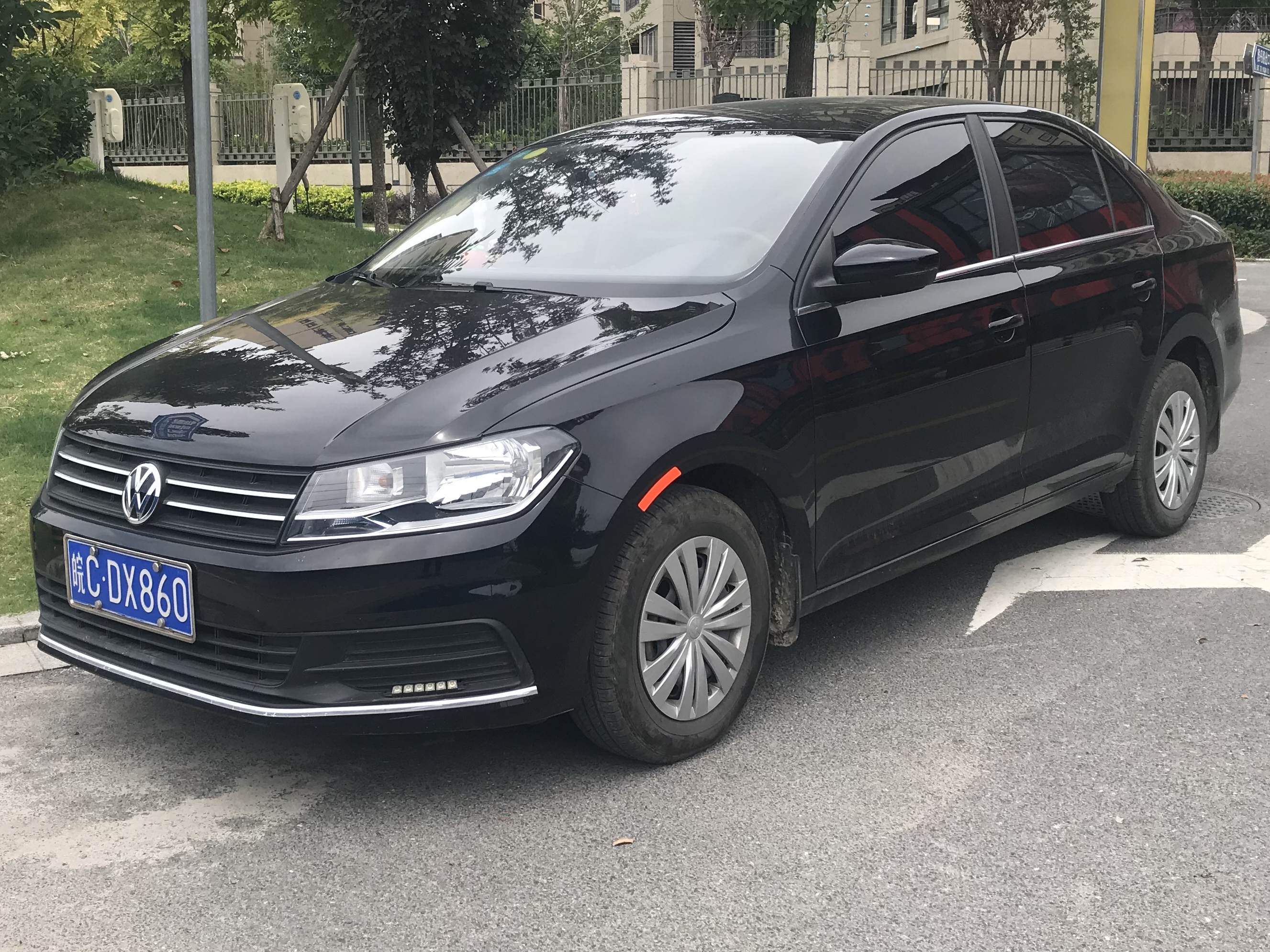
Фейслифтинг второго поколения
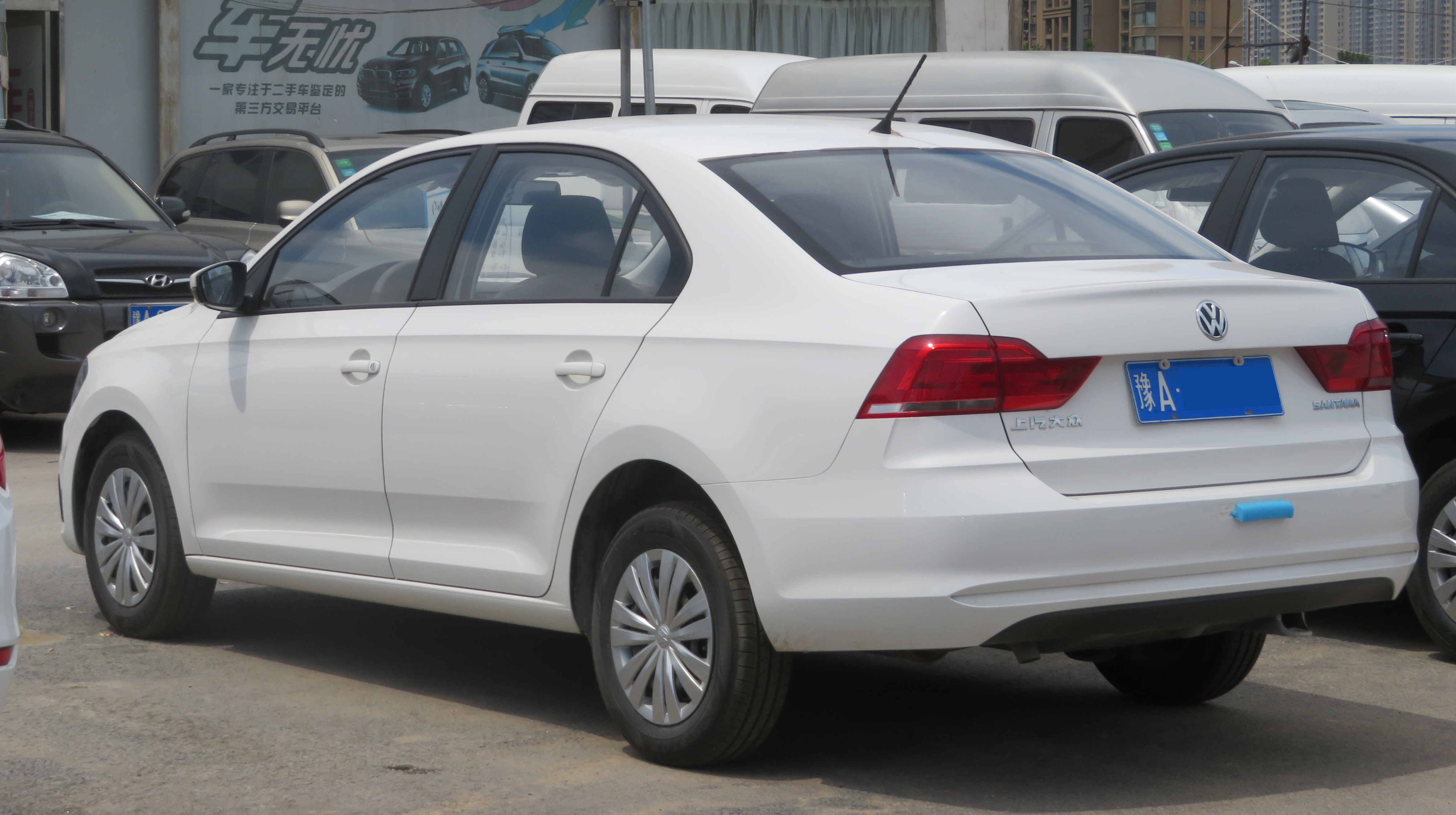
Фейслифтинг второго поколения
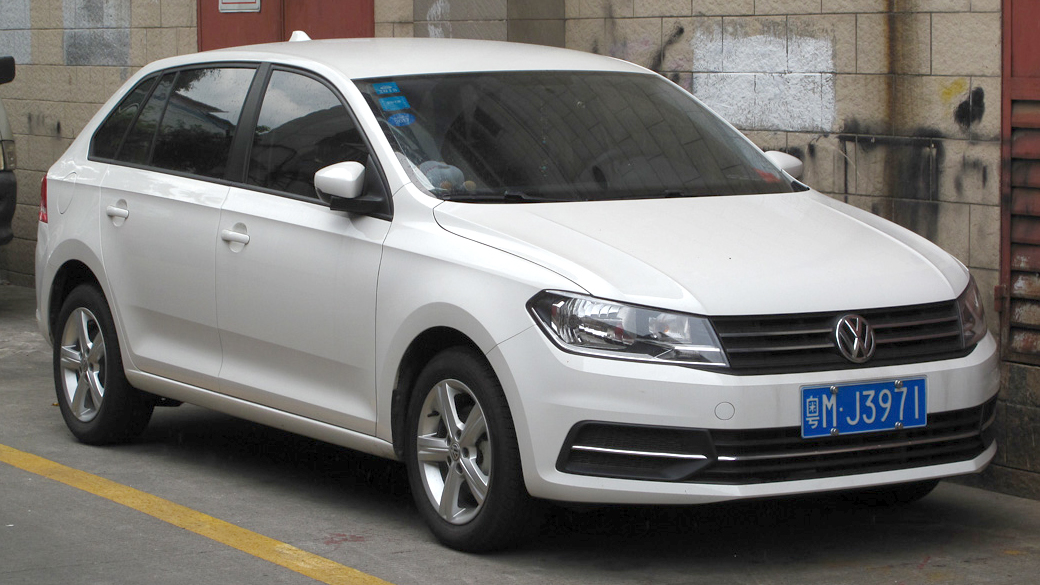
Volkswagen Gran Santana
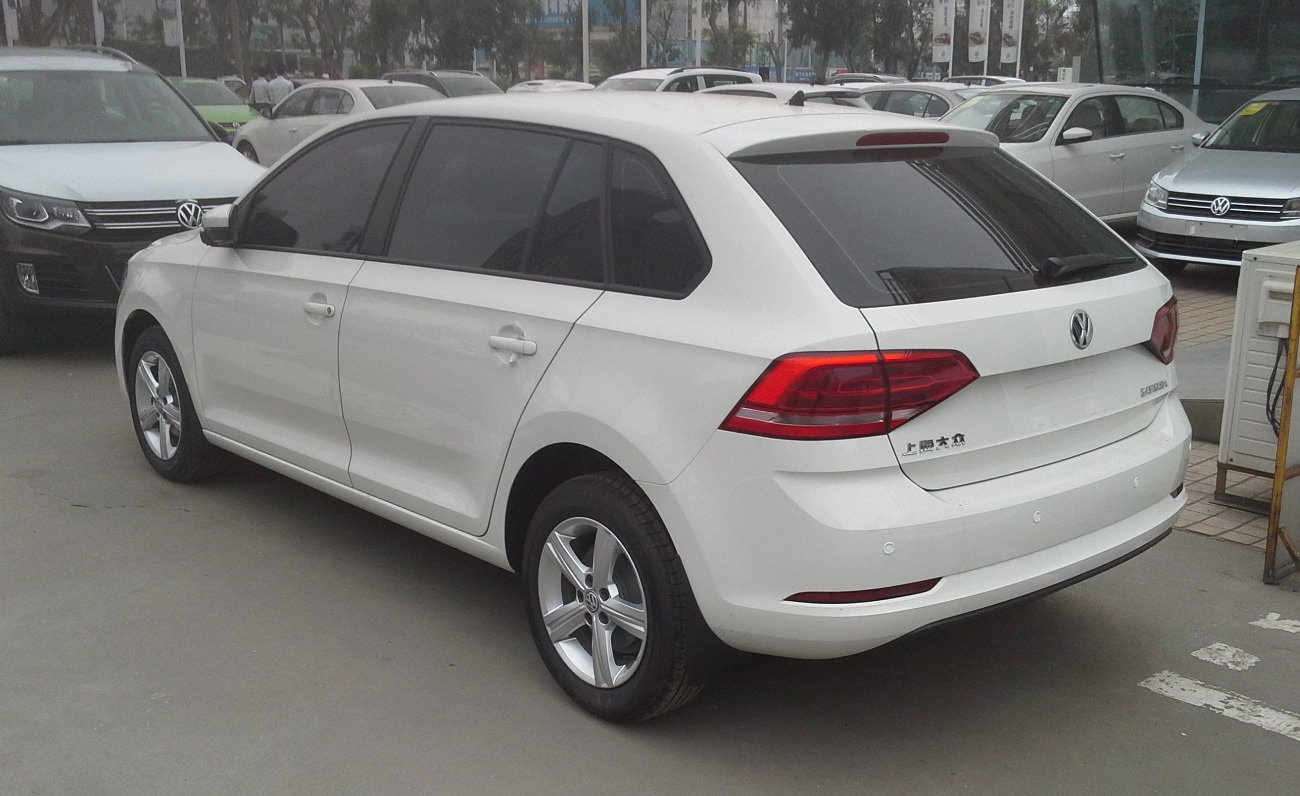
Volkswagen Gran Santana
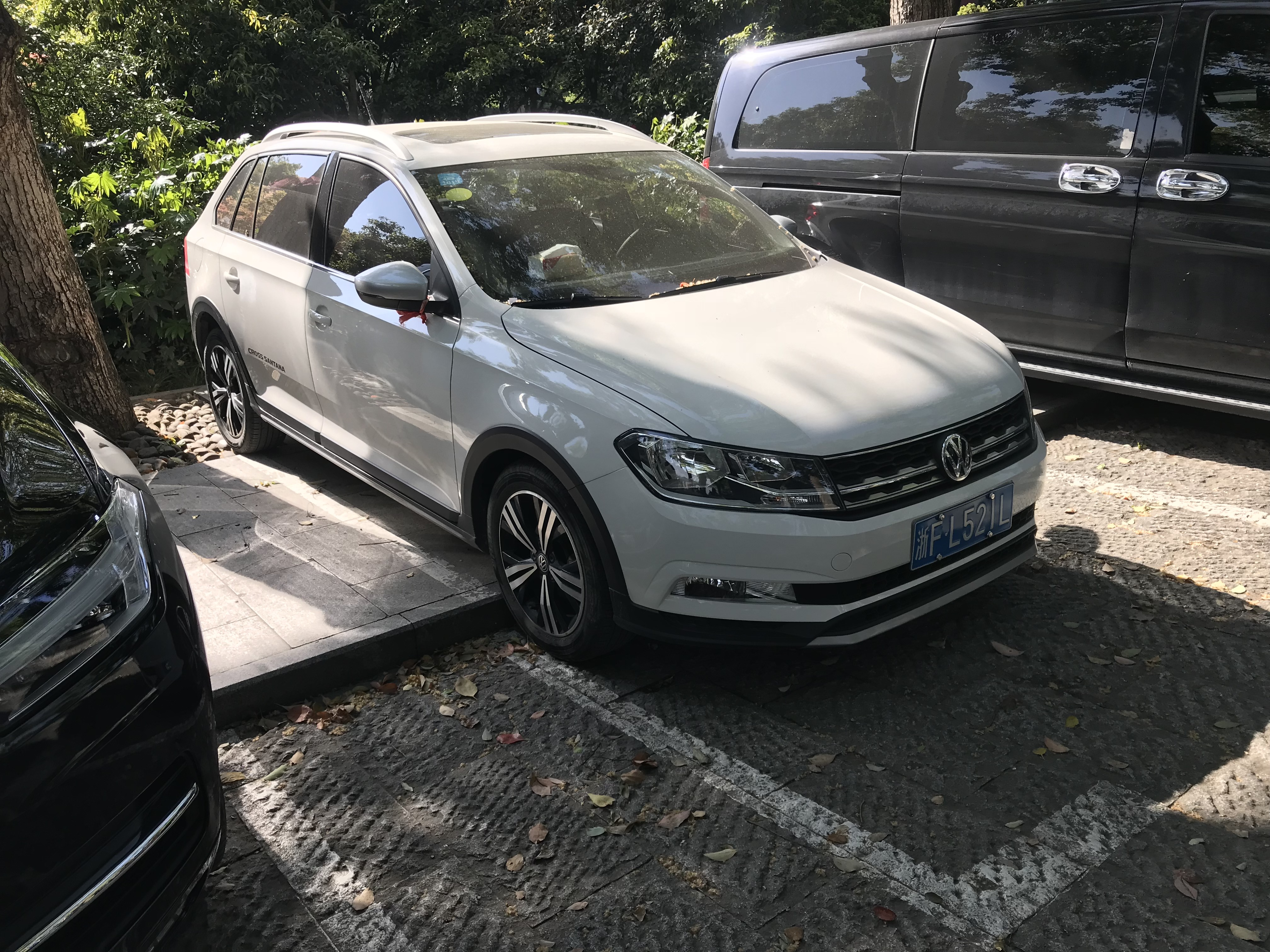
Volkswagen Cross Santana
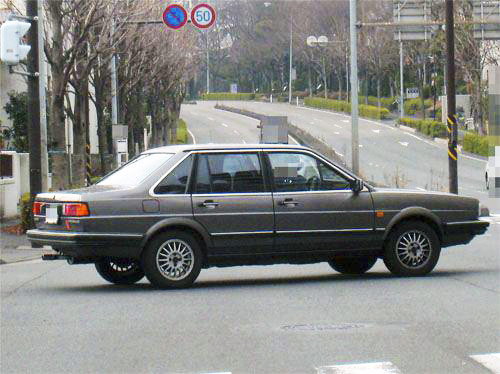
Volkswagen Santana Gi5
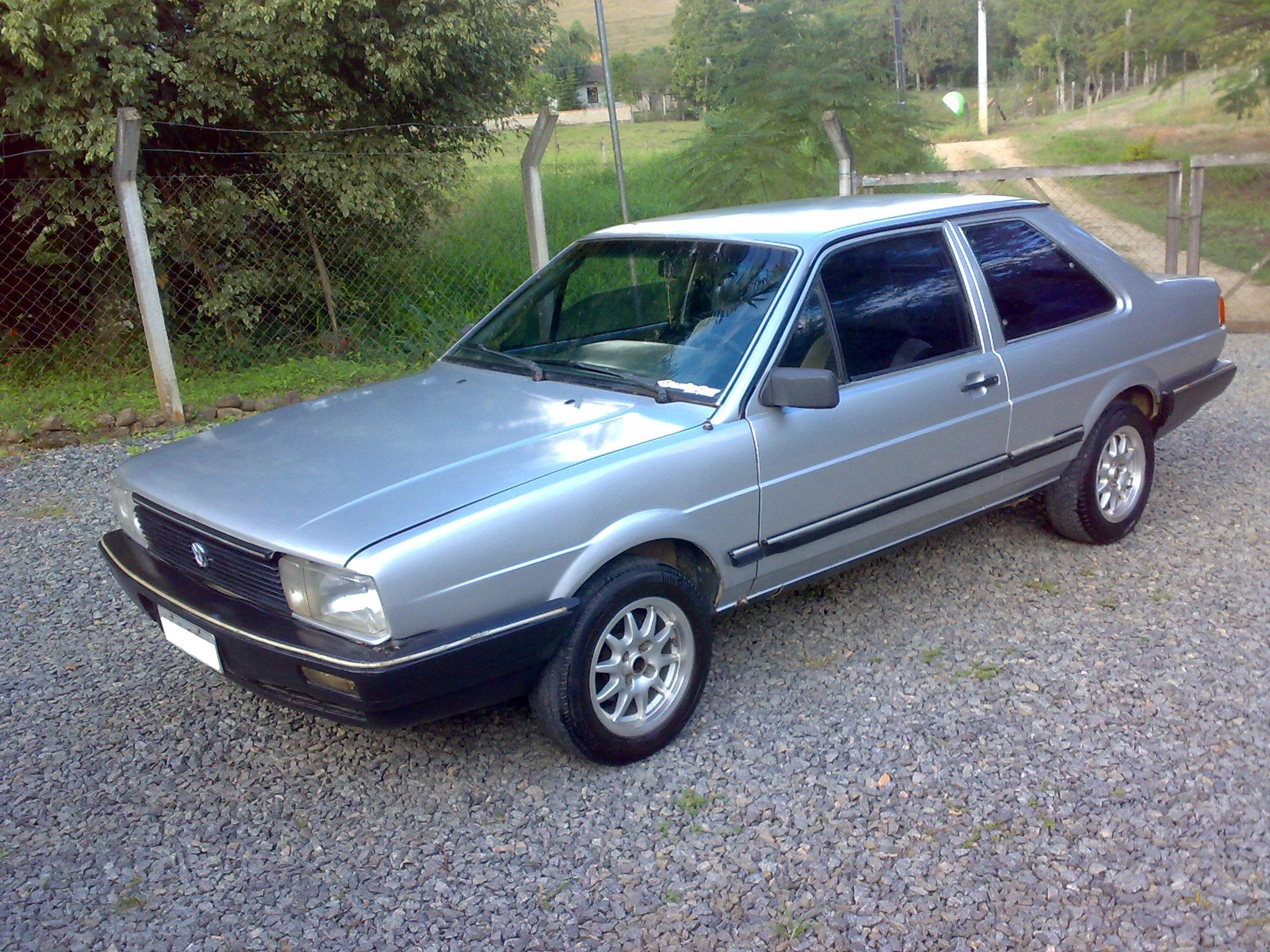
Volkswagen Santana AP
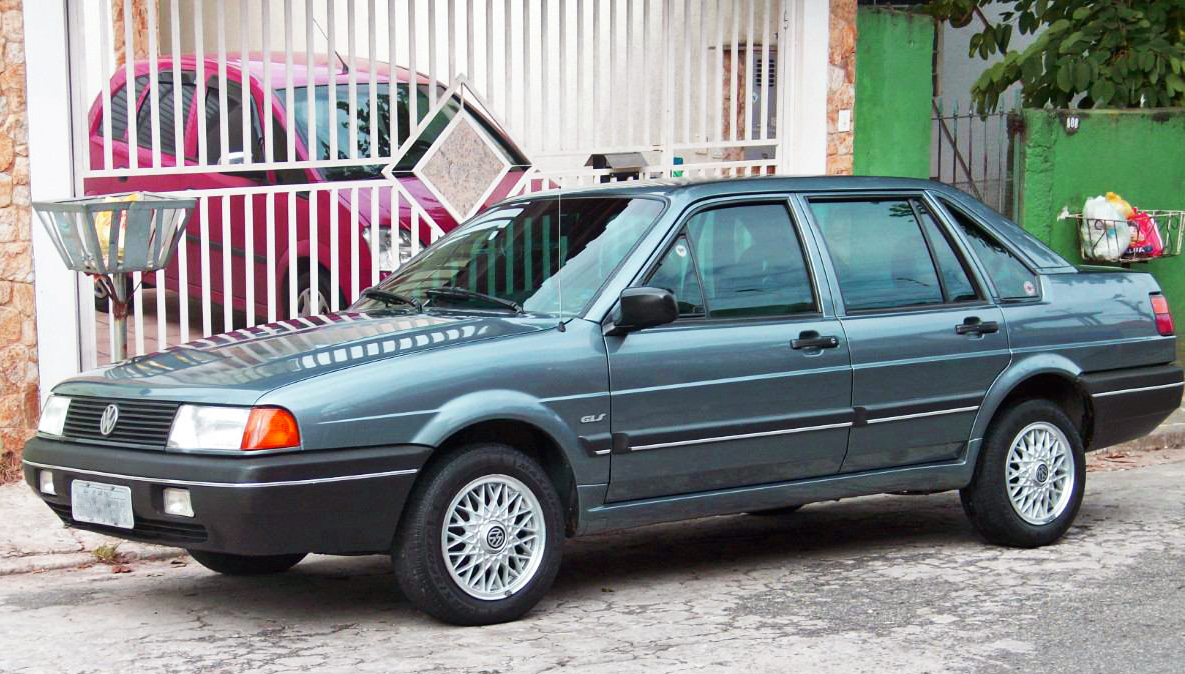
Volkswagen Santana 2000 GLS
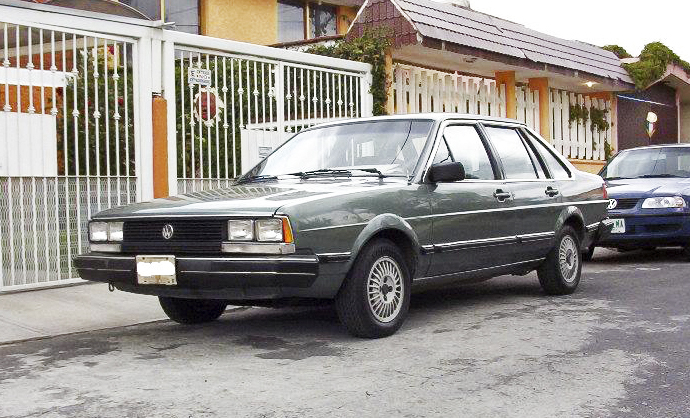
Volkswagen Corsar CD